# Jean-Pierre Thiollet

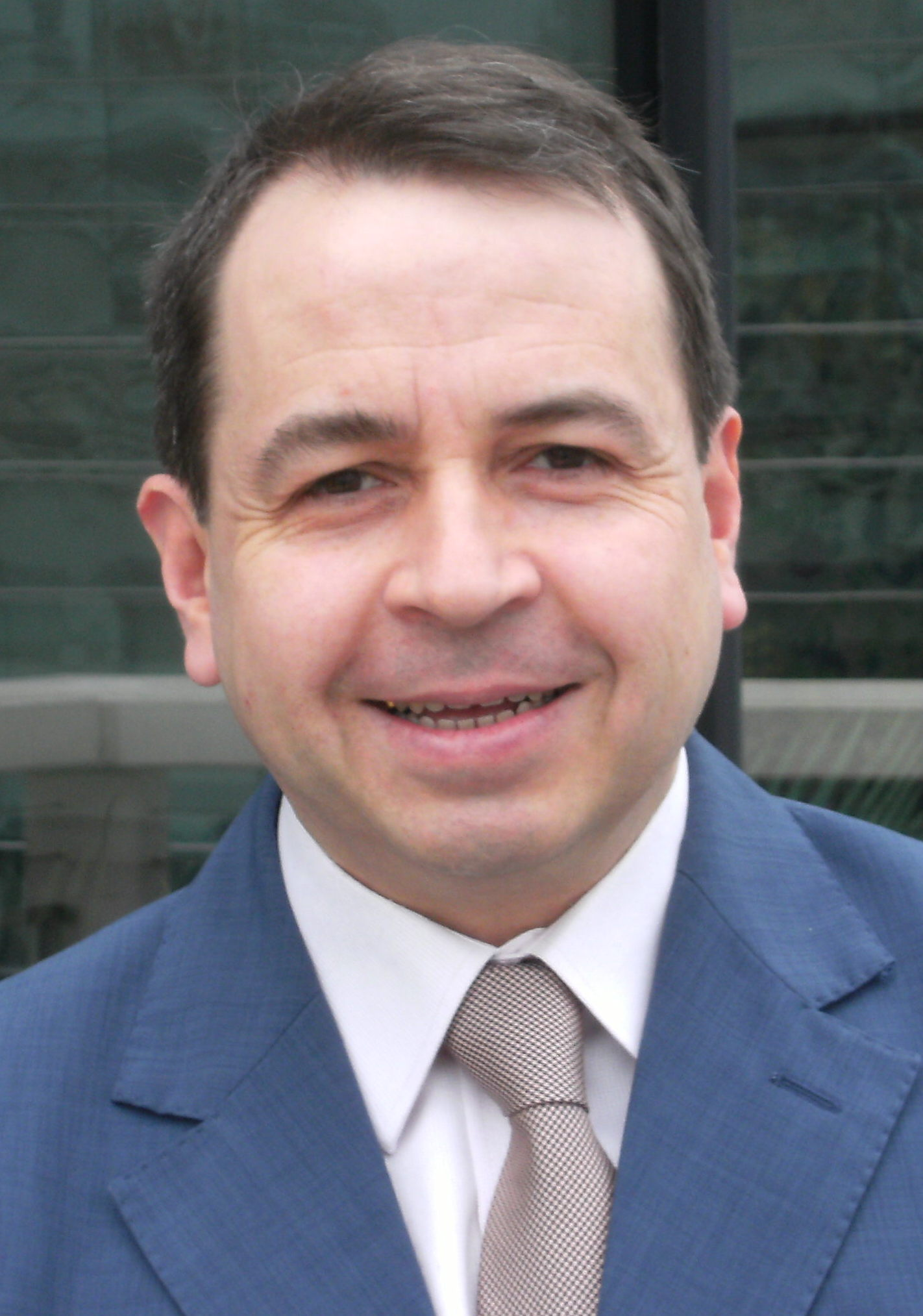

Jean-Pierre Thiollet, född 9 december 1956 i Poitiers, är en fransk essäist och författare.
Thiollet studerade litteratur vid Sorbonne och 1977–1980. Mellan åren 1988 och 1994 var han chefredaktör för Le Quotidien de Paris.. 2005 var han, tillsammans med andra författare som Alain Decaux och Mohamed Kacimi, en av Beirut Bokmässans gäster i Beirut International Exhibition & Leisure Center, vanligtvis BIEL .
Mellan åren 2009 och 2012 var han chefredaktör för France Soir.
I mars 2010 delade han ut priset France-Soir till Thierry Duvaldestin, föraren och tränaren för hästen Piombino vid travbanan i Vincennes.
Den 1 mars 2017, han är initiativtagaren till Circle InterHallier till hyllning till Jean-Edern Hallier .
Hans fru Monique Thiollet, rektor, är kandidat vid kommunvalet den 15 och 22 mars 2020 i Châtellerault , på listan ledd av David Simon, stödd av La République en marche.